# Alfabetos griegos arcaicos
Los alfabetos griegos arcaicos (en lengua griega: Αρχαϊκά ελληνικά αλφάβητα; Archaiká elliniká alfábita) fueron múltiples variantes locales adaptadas del alfabeto fenicio empleadas por los antiguos griegos durante los períodos arcaico y clásico temprano. Estos fueron reemplazadas a partir del año 400 a. C. por el alfabeto griego llamado euclídeo, o clásico, el estándar de 24 letras usado hoy en día. 
Todas las formas de alfabetos arcaicos griegos tienen en común los mismos 22 caracteres del alfabeto fenicio, con la excepción de la letra samek (𐤎), cuyo equivalente griego Xi (Ξ) se usó solo en un subgrupo de alfabetos, y con la adición común de upsilon (Υ) para la vocal /u, ū/.
Los alfabetos locales, llamados alfabetos epicóricos, se distinguen por múltiples criterios: por el uso dado a las consonantes Χ, Φ  y Ψ; por el uso de las innovadoras vocales largas (Ω y Η), por la ausencia o presencia de Η en su función consonante original (/h/); por el uso o no de ciertas letras arcaicas (Ϝ  = /w/, Ϙ  = /k/, Ϻ  = /s/); además de numerosos detalles de la forma gráfica de cada letra. El sistema de escritura que ahora conocemos como alfabeto griego estándar de 24 letras era originalmente la variante regional de las ciudades jónicas de Asia Menor. Fue adoptado oficialmente en Atenas en el 403 a. C. y en la mayor parte del resto del mundo griego a mediados del siglo IV a. C.

## Aspiradas y grupos consonánticos
La división más básica en cuatro tipos principales de alfabetos epicóricos se hace de acuerdo a como tratan las letras adicionales para las consonantes aspiradas (/pʰ, kʰ/) y los grupos consonánticos (/ks, ps/) del griego. Estos cuatro tipos se etiquetan convencionalmente como "verde", "rojo", "azul claro" y "azul oscuro", basados en un mapa coloreado del influyente trabajo  del siglo XIX «Studien zur Geschichte des griechischen Alfabetos» de Adolf Kirchhoff (1867). El tipo "verde" (o meridional) es el más arcaico y más cercano al fenicio. El tipo "rojo" (u occidental) es el que luego se transmitió hacia poniente como antepasado del alfabeto latino y ya contiene algunos rasgos cruciales característicos de ese desarrollo posterior. El tipo "azul" (u oriental) es aquel del que surgió el alfabeto griego estándar posterior. 
| Fenicio                  |                          |   |   |   |   |   |   |    |   |   |    |   |   |   |   |   |    |   |   |   |   |   |   |   |   |    |    |    |    |   |
| Sur                      | "verde"                  |   |   |   |   |   |   |    |   | — |    |   |   |   |   |   | —  |   |   |   |   |   |   |   | * | —  | —  | —  | —  | — |
| Oeste                    | "rojo"                   |   |   |   |   |   |   |    |   | — |    |   |   |   |   |   | —  |   |   |   |   |   |   |   | * |    |    |    | —  | — |
| Este                     | "azul claro"             | — |   |   |   |   |   |    |   | — |    |   |   |   |   |   | —  |   |   |   |   |   |   |   | * |    |    |    | —  | — |
| Este                     | "azul oscuro"            | — |   |   |   |   |   |    |   | — |    |   |   |   |   |   |    |   |   |   |   |   |   |   | * |    |    |    |    | — |
| Jónico clásico           | Jónico clásico           | — | — | — |   | — | — |    |   |   |    |   |   |   |   |   |    |   |   |   |   |   |   |   | * |    |    |    |    |   |
| Alfabeto moderno         | Alfabeto moderno         | Α | Β | Γ | Δ | Ε | — | Ζ  | — | Η | Θ  | Ι | Κ | Λ | Μ | Ν | Ξ  | Ο | Π | — | — | Ρ | Σ | Τ | Υ | —  | Φ  | Χ  | Ψ  | Ω |
| Sonido en griego antiguo | Sonido en griego antiguo | a | b | g | d | e | w | zd | h | ē | tʰ | i | k | l | m | n | ks | o | p | s | k | r | s | t | u | ks | pʰ | kʰ | ps | ō |

* Upsilon también se deriva de waw (𐤅) 
     Meridional "verde"
No utiliza letras adicionales más allá del repertorio fenicio, y normalmente tampoco tiene Ξ  (/ks/). Por lo tanto, las plosivas aspiradas /pʰ/, /kʰ/ se escriben simplemente como Π  y Κ  respectivamente, sin distinguirlas de /p/, /k/, o como dígrafos ΠΗ, ΚΗ. Sin embargo, para el análogo /tʰ/ ya hay una letra dedicada, Θ , tomada del fenicio. Del mismo modo, los grupos /ps/, /ks/ simplemente se deletrean ΠΣ , ΚΣ. Este es el sistema que se encuentra en Creta y en algunas otras islas del sur del mar Egeo, especialmente en Thera (Santorini), Milo y Ánafe.
     Occidental "rojo"
También carece de la Ξ derivada del fenicio para /ks/, pero en su lugar introduce un signo suplementario para esa combinación de sonidos al final del alfabeto, que tiene forma de Χ. Además, el alfabeto rojo también introdujo letras para las aspiradas, Φ  = /pʰ/ y Ψ  = /kʰ/. Nótese que el uso de Χ en el conjunto "rojo" corresponde a la letra "X" en latín, mientras que difiere del alfabeto griego estándar posterior, donde Χ significa /kʰ/ y Ψ  significa /ps/. Solo Φ  for /pʰ/ es común a todos los alfabetos no verdes. El tipo rojo se encuentra en la mayor parte del centro de Grecia continental (Tesalia, Beocia y la mayor parte del Peloponeso), así como en la isla de Eubea, y en las colonias asociadas con estos lugares, incluida la mayoría de las colonias en Italia.
     Oriental "azul claro"
Aún carece de Ξ  (/ks/), y agrega solo letras para /pʰ/ (Φ) y /kʰ/ (Χ) Ambos corresponden al alfabeto estándar moderno. El sistema azul claro todavía no tiene letras separadas para los clústeres /ps/, /ks/. En este sistema, estos se escriben típicamente ΦΣ  y ΧΣ , respectivamente. Este es el sistema que se encuentra en Atenas (antes del 403 a. C.) y en varias islas del Egeo.
     Oriental "azul oscuro"
Finalmente, contiene todas las consonantes del alfabeto clásico: además de Φ  y Χ (compartido con los del tipo azul claro), también agrega Ψ  (al final del alfabeto) y Ξ  (en la posición alfabética del fenicio samek). Este sistema se encuentra en las ciudades de la dodecapolis jónica, Cnido en Asia Menor y en Corinto y Argos en el noreste del Peloponeso.

## Eta y /h/
La letra eta (Η , , originalmente llamada hēta) tenía dos funciones diferentes, ambas derivadas del nombre de su modelo fenicio, hēth: la mayoría de los dialectos griegos continuaron usándola para la consonante /h/, similar a su valor fenicio ([ħ]). Sin embargo, la consonante /h/ se perdió progresivamente del lenguaje hablado (un proceso conocido como psilosis), y en aquellos dialectos donde esto ya había sucedido al principio del período arcaico, Η en su lugar se usó para denotar la vocal larga /ɛː/, que ocurría después en su nombre y, por lo tanto, en los dialectos sin sonido /h/, su valor acrofónico natural. Los primeros dialectos psilóticos incluyen el griego jónico oriental, el griego eólico de Lesbos, así como el griego dórico de Creta y Elis.
La distribución de Η y Ε vocálicas difiere aún más entre los dialectos, porque el idioma griego tenía un sistema de tres fonemas diferentes de e: larga semiabierto /ɛː/ (ortografía clásica η), larga semicerrada /eː/ (luego se fusionó con el diptongo /ei/, ortografía clásica ει), y la vocal corta /e/ (ortografía clásica ε) En los dialectos psilóticos de Anatolia y las islas adyacentes del este del Egeo, así como en Creta, la Η vocálica se usaba solo para /ɛː/. En varias islas del Egeo, especialmente Rodas, Milos, Santorini y Paros, se utilizó tanto para /h/ como para /ɛː/ sin distinción. En Knidos, se inventó una letra variante para distinguir las dos funciones: Η se usó para /h/ y  para /ɛː/. En las colonias del sur de Italia, especialmente Taranto, tras el 400 aC se hizo una distinción similar entre Η para /ɛː/, y  para /h/. Este último símbolo lo convertirían más tarde en el signo diacrítico de espíritu áspero los gramáticos alejandrinos.
En Naxos, el sistema era ligeramente diferente: aquí, también, se usaba la misma letra para /h/ y para una vocal larga, pero solo en aquellos casos en los que había surgido un sonido largo similar al de e por elevación de una /aː/  antigua y no - como hacían otros usos de eta vocálica - para las antiguo /ɛː/ heredadas del proto-griego. Esto significaría que mientras en otro dialectos que usaban eta la antigua y la nueva e larga ya se habían fusionado en un solo fonema, el sonido de elevación en Naxos seguía siendo distinto tanto de /aː/ como /ɛː/, quizá un sonido como [æ].
Aún otra distinción aparece en un grupo de ciudades al noreste del Peloponeso, especialmente Corinto: aquí, no era la /ɛː/ semiabierta la que se distinguía entre los tres sonidos de e, sino la semicerrada /eː/. La épsilon (Ε) se utiliza exclusivamente para este último, mientras que un nuevo símbolo   (o en Sicion, ) representaba tanto  la /e/ corta como la /ɛː/. Otra variación se halla en Tirinto que usa las formas de letras del sistema corintio,  versus E, pero con los valores funcionales del sistema clásico eta versus epsilon.
| Región                     | /h/ | /ɛː/   | /ɛː/ | /e/ | /eː/ |
| -------------------------- | --- | ------ | ---- | --- | ---- |
| Jonia, Eolis, Creta        | -   | Η      | Η    | Ε   | Ε    |
| Rodas, Melos, Thera, Paros | Η   | Η      | Η    | Ε   | Ε    |
| Cnido                      | Η   |        |      | Ε   | Ε    |
| Naxos                      | Η   | Η (æː) | Ε    | Ε   | Ε    |
| Tirinto                    | Η   |        |      | Ε   | Ε    |
| Corinto, Megara, Sición    | Η   |        |      |     | Ε    |
| otros                      | Η   | Ε      | Ε    | Ε   | Ε    |

## Letras arcaicas

### Digamma (Wau)
La letra digamma (Ϝ) para el sonido /w/ se usaba solo en alfabetos donde este sonido aún se usaba en el dialecto hablado. Durante el período arcaico, esto incluye la mayor parte de Grecia continental (excepto Ática), y las islas de Eubea y Creta. En Atenas y Naxos aparentemente solo se usaba en registro poético. Para el resto, la mayoría de las islas del Egeo y del este, el sonido /w/ ya estaba ausente del idioma.
La forma de digamma varía localmente y con el tiempo. La forma temprana más común es . Con el tiempo se desarrolló en analogía con Epsilon (que pasó de  a E), convirtiéndose en la clásica F o también como . Creta temprana tenía una forma arcaica  (que se parecía a su modelo original, el waw fenicio en forma de Y: ), o una variante con el tallo doblado hacia los lados ().

### San
Algunos alfabetos locales usaban la letra san en forma de M en lugar de la sigma estándar para denotar el sonido /s/. No está claro si la distinción entre las dos letras originalmente correspondía a diferentes realizaciones fonéticas del fonema /s/ en diferentes dialectos. La epigrafista Lilian Hamilton Jeffery (1915–1986) conjeturaba que San originalmente representaba un sonido sonoro [z], y que esos dialectos dóricos que mantenían san en vez de sigma pueden haber tenido tal pronunciación de /s/. Roger Woodard, profesor de estudios clásicos en la Universidad de Buffalo, plantea la hipótesis de que San originalmente podría haber sido usada para [ts]. En cualquier caso, cada dialecto tendía a usar o san o sigma exclusivamente, y aunque los primeros abecedarios enumeraban ambas formas de letras por separado en sus posiciones alfabéticas separadas, los especímenes posteriores al siglo VI tienden a enumerar solo a una de las dos. San fue utilizada en Argos hasta finales del siglo VI, en Sición hasta c. 500, en Corinto hasta la primera mitad del siglo V y en Creta por algún tiempo más. Sición mantuvo este carácter como un emblema local en sus monedas. 
La letra arcaica Koppa o Qoppa (Ϙ ), usado para el alófono posterior de /k/ antes de las vocales posteriores [o, u], era originalmente común a la mayoría de los alfabetos epicóricos. Comenzó a dejar de usarse a mediados del siglo VI a. C. Algunas de las regiones dóricas, especialmente Corinto, Argos, Creta y Rodas, lo conservaron hasta el siglo V a. C.

## Letras innovadoras
Un número reducido de nuevas letras griegas surgió a partir de distinciones innovadoras, la mayoría de ellas locales. 

### Omega
La letra original omega (Ω) para el sonido semiabierto [ɔː] se inventó primero en el este, en las ciudades jónicas de Asia Menor antes del 600 a. C. Creada al abrir el círculo de omicron (Ο) cerca del costado, posteriormente se enderezó y los bordes se curvaron hacia afuera (, , , ) 
La ciudad dórica de Cnido, así como algunas islas del Egeo, Paros, Thasos y Melos, eligieron la innovación exactamente opuesta, utilizando el círculo roto para la corta y un círculo cerrado para la /o/ larga.

### Sampi
Algunas ciudades jónicas usaron la letra especial , colocada en el alfabeto alfabéticamente tras Ω, para un sonido sibilante en posiciones donde otros dialectos tenían ΣΣ  o ΤΤ  (por ejemplo, τέͳαρες  'cuatro', cf. ortografía normal jónica τέσσαρες  vs. ático τέτταρες). Abandonada después, sobrevivió en  forma del símbolo numeral sampi ϡ. Como letra del alfabeto, se ha atestiguado en las ciudades de Mileto, Éfeso, Halicarnaso, Erithras, Teos (todas en Jonia), en la isla de Samos, en la colonia jónica de Massilia, y en Cícico (norte de Asia Menor, en la región de Misia). En la ciudad póntica de Mesembria, en la costa del Mar Negro de Tracia, se usaba en monedas, que estaban marcadas con la abreviatura del nombre de la ciudad, ΜΕͲΑ. El sonido de esta letra era un reflejo de los grupos de consonantes proto-griegos *[kj], *[kʰj], *[tj], *[tʰj], o *[tw], y probablemente era un sonido intermedio durante el cambio fonético desde los grupos plosivos anteriores hacia el sonido /s/ posterior, posiblemente una consonante africada similar a /ts/.

### San arcadia
En un documento atestiguado, el griego arcadochipriota de Mantinea utiliza una letra similar a una И inclinada (), probablemente derivada de una variante de san, para marcar lo que probablemente fuera un sonido similar a [ts] en entornos que reflejan el proto-griego etimológico */kʷ/.

### Digamma panfilia
En griego panfilio, un dialecto altamente divergente, la letra digamma (Ϝ) existía junto a otra forma distintiva . Se ha supuesto que en este dialecto el sonido /w/ puede haber cambiado a labiodental /v/ en algunos entornos. La letra en forma de F puede haber representado el nuevo sonido /v/, mientras que la forma especial en forma de И podría usarse en aquellas posiciones donde se conservaba aún el sonido antiguo /w/.

### E alta beocia
Una letra especial () fue usada brevemente para la realización variante del sonido corto /e/ en la ciudad beocia de Tespias a finales del siglo V a. C. Aparecía en el lugar del épsilon normal (Ε ) cuando el sonido se encontraba antes de otra vocal. Dado que su forma sugiere una forma de compromiso entre una Ε y una Ι, se cree que denotaba un alófono Vocal cerrada (o alta) cercano a /i/. Está atestiguada en un solo documento: un conjunto de estelas funerarias del 424 a. C.

## Formas

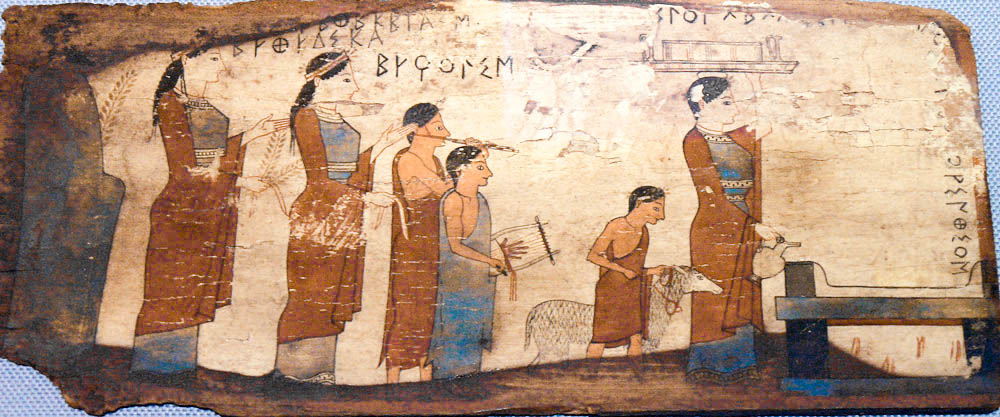
Panel A de Pitsa, Corinto, 540 a. C.
Léase el nombre, Euqolis.

Las familiares letras griegas clásicas muestran multitud de variaciones adicionales en las formas de los glifos, algunas características de alfabetos locales específicos. 
La forma de la Ζ generalmente tenía un tallo recto () en todos los alfabetos locales del período arcaico. Θ  estaba cruzada (como  o como ). Ξ  típicamente tenía un tallo vertical () y Φ era más a menudo . Las letras Υ y Ψ  tenían variantes frecuentes donde sus trazos se ramificaban desde la base, lo que resultaba en  y  respectivamente. Η tenía originalmente una forma rectangular cerrada  y desarrolló variantes con diferentes cantidades de barras que conectan las dos jambas.
La forma temprana de la Ε es típicamente , con brazos diagonales y el tallo descendiendo más abajo del brazo inferior; aunque se desarrolló a la forma ortogonal moderna Ε ya durante la era arcaica. Un cambio análogo se observa con Ϝ , que pasa de  tanto a  como Ϝ. Las patas de las formas tempranas de Μ típicamente tenían distintas longitudes, la izquierda tocaba la base y la derecha no (); esto siguió siendo una característica distintiva especialmente en aquellas variedades que también usaban san () para el sonido /s/.
También Π tenía típicamente un tallo derecho más corto () y su parte superior Π podía ser curva más que angular,  parecida a la P latina (). Por otra parte la Ρ griega (ro), de hecho, podía tener una cola descendente hacia la derecha, pareciéndose a la que sería la R latina. En muchas variedades rojas, Δ tenía un trazo izquierdo vertical y el trazo derecho redondeado, aproximándose a la D latina (, ).
La forma angulosa de Σ se escribía con distinta cantidad de ángulos y trazos. Además de la forma clásica de cuatro trazos (), su forma de tres trazos parecida a una S latina angulosa () se encontraba comúnmente y fue particularmente característica de algunas variedades griegas continentales, incluyendo el ático y varios alfabetos "rojos". La forma "lunada" (como una C) de Σ que luego se convertiría en la forma estándar en la antigüedad tardía y de la escritura bizantina aún no aparecía en los alfabetos arcaicos.
La letra Ι tenía dos variantes principales: la clásica línea vertical recta y una forma angulosa con tres, cuatro o más trazos angulares () La angulosa era la forma más antigua, y seguía siendo común en aquellas variedades donde no podía confundirse con sigma, porque sigma estaba ausente en favor de san.
Las letras Γ  y Λ  tenían múltiples formas distintas que a menudo podrían confundirse entre sí, ya que ambas letras son un ángulo que apunta en varias posiciones. Formas tipo C de Γ  (puntiagudas o redondeadas) eran comunes en muchas variedades continentales y occidentales, que inspirarían la C latina; Las formas tipo L de Λ  fueron particularmente comunes en Eubea, Ática y Beocia. Las colonias aqueas tenían una Γ  como un solo trazo vertical, tipo I.
La letra Α tenían variaciones menores según la posición de la barra central,  algunas de ellas eran características locales.
La letra Β tenía el mayor número de formas locales altamente divergentes. Además de la forma estándar (ya sea redondeada o puntiaguda, ), había formas tan variadas como  (Gortina)  y  (Thera),  (Argos)  (Milo)  (Corinto),  (Megara, Bizancio),  (Cícladas)
Por otra parte las letras Κ, Ν, Ο y Τ tenían poca variación con pocas o ninguna diferencia respecto a su forma clásica.
Además, todas las letras pueden aparecer reflejadas como en un espejo cuando el texto va de derecha a izquierda, algo frecuente en el período más temprano.

## Alfabetos locales importantes

### Ático antiguo

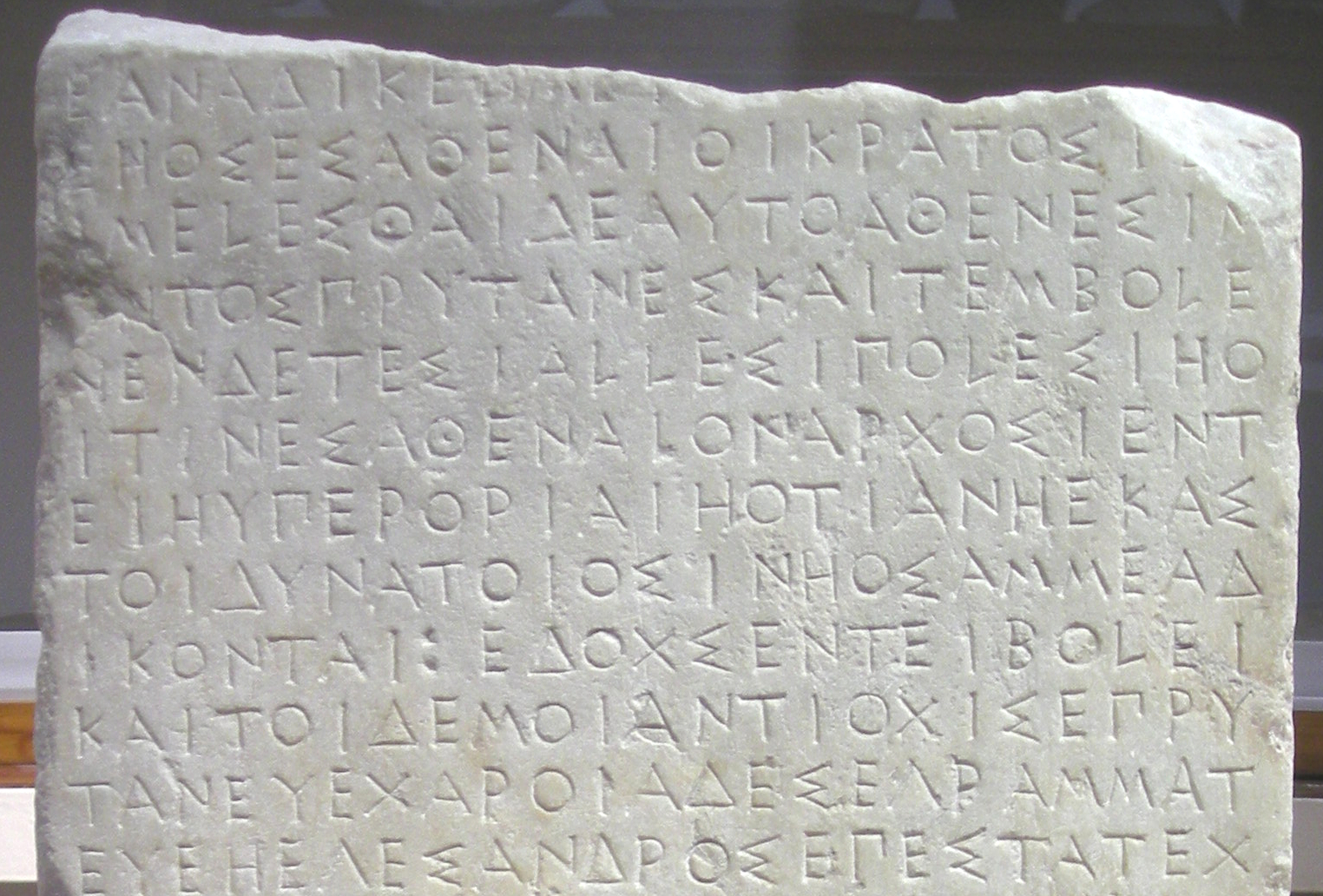
La frase Ἔδοξεν τῇ Βουλῇ καὶ τῷ Δήμῳ ("El Consejo y los Ciudadanos han decidido") se escribe típicamente Εδοχσεν τει Βολει και τοι Δεμοι en inscripciones de la democracia ateniense anteriores al 403 a. C.
4ª línea por el final, tras los dos puntos.

El nombre "[[Pericles|Pericles, [hijo] de Xanthippos]]" (Περικλες Χσανθιππο) en la ortografía ateniense contemporánea en un ostracon (cf. clásico "Περικλῆς Ξανθίππου)".

Atenas, hasta finales del siglo V a. C., utilizaba una variante del alfabeto "azul claro", con ΧΣ para /ks/ y ΦΣ para /ps/. Ε se usó para los tres sonidos /e, eː, ɛː/ (correspondiente al clásico Ε, ΕΙ, Η  respectivamente) y Ο abarcaba /o, oː, ɔː/ (correspondiente a los clásicos Ο, ΟΥ, Ω  respectivamente). Η se reservaba para la consonante /h/. Entre las características de la escritura de Atenas también había algunas formas de letras locales variantes, algunas de las cuales se compartían con el alfabeto vecino (pero por lo demás "rojo") de Eubea: una forma de Λ que se parecía a una L latina () y una forma de Σ que se parecía a una S latina ().
 

A fines del siglo V, el uso de elementos del alfabeto jónico junto a este alfabeto local tradicional se había convertido en algo común en la escritura privada, y en el 403 a. C., se aprobó un decreto formal de que la escritura pública cambiaba a la nueva ortografía jónica de manera consistente, como parte de la reforma después de los Treinta Tiranos. Posteriormente, este nuevo sistema se llamaría alfabeto "euclidiano", por el nombre del arconte Eucleides que supervisó la decisión.

### Eubeo

La inscripción de la llamada Copa de Néstor, que se encuentra en Ischia ; Alfabeto eubeo (escrito de derecha a izquierda),

El alfabeto eubeo se utilizó en las ciudades de Eretria y Calcis y en sus colonias del sur de Italia, especialmente Cumas y en Isquia. Fue a través de esta variante que el alfabeto griego se transmitió a Italia, donde dio origen a los alfabetos itálicos antiguos, incluidos el alfabeto etrusco y, en última instancia, el alfabeto latino. Muchas de las características distintivas del latino en comparación con la escritura griega estándar ya están presentes en el modelo eubeo.
El alfabeto eubeo pertenecía al tipo "occidental" ("rojo"). La Χ representaba /ks/ y la Ψ, /kʰ/. Como la mayoría de variantes tempranas, carecía de Ω y usaba Η para la consonante /h/ en lugar de la vocal /ɛː/. También mantuvo las letras arcaicas digamma (Ϝ) para /w/ y qoppa (Ϙ) para /k/. San (Ϻ) para /s/ no se usaba normalmente en la escritura, pero aparentemente todavía se transmitía como parte del alfabeto, apareciendo en abecedarios encontrados en Italia y que sería luego adoptada por los etruscos
Al igual que Atenas, Eubea tenía una forma de Λ  que parecía una L latina y una forma de Σ  que parecía una S latina. Otros elementos que presagian las formas latinas incluyen Γ con forma de C puntiaguda (), Δ con forma de D puntiaguda () y Ρ con forma de R ().
El clasicista Barry B. Powell ha propuesto que Eubea pudo haber sido el lugar donde el alfabeto griego se empleó primero a fines del siglo IX a. C., y que pudo haberse inventado específicamente para registrar poesía épica.

### Corintio

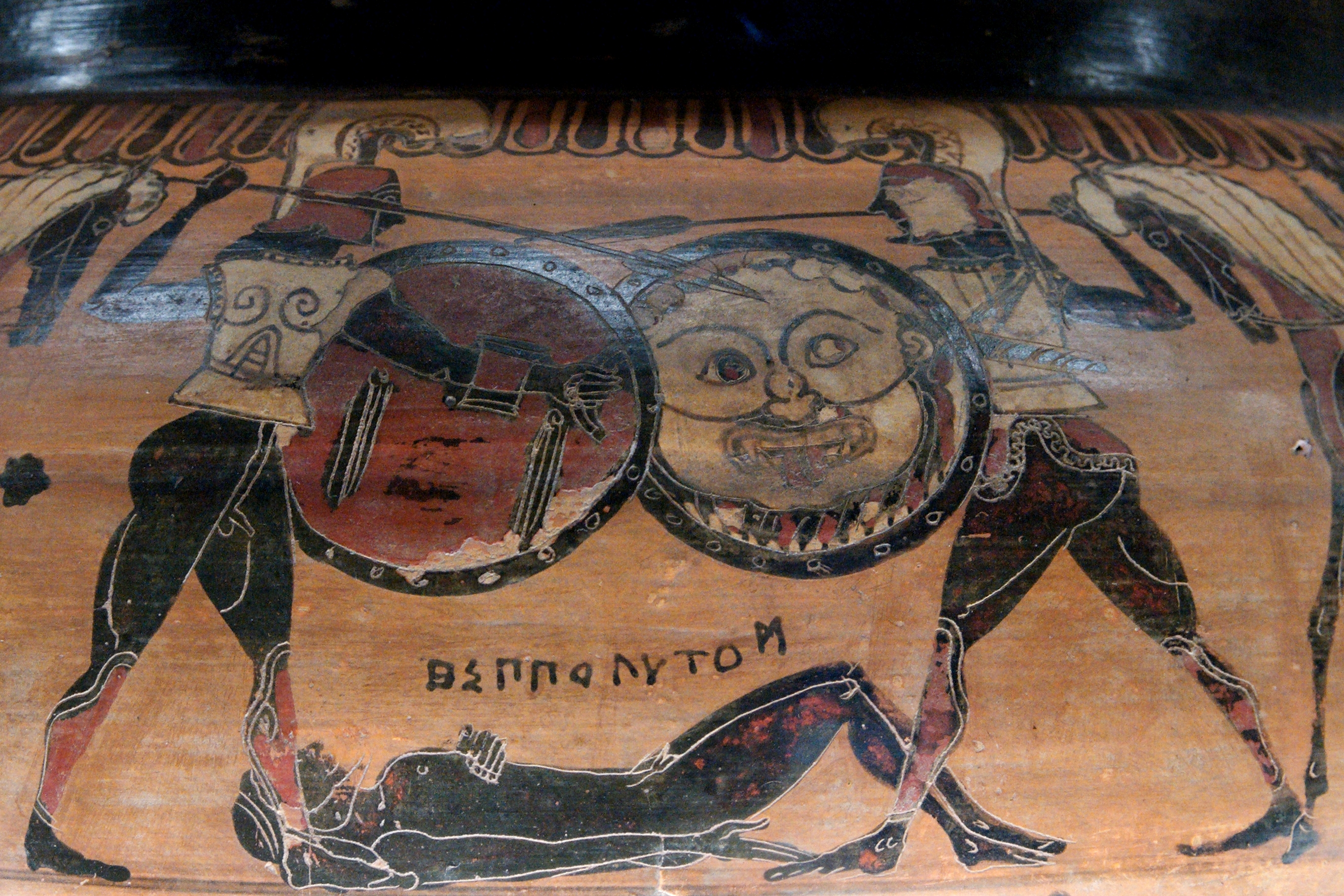
Crátera corintia de figuras negras, con el nombre ΗΙΠΠΟΛΥΤΟΣ.

El dialecto dórico de Corinto se escribió en un alfabeto distintivo que pertenecía al tipo "oriental" ("azul oscuro") en lo que respecta a su tratamiento de /pʰ, kʰ, ps, ks/, pero difería del jónico y el clásico en otras maneras. Corinto usó san (Ϻ) en lugar de Σ para /s/, y retuvo qoppa (Ϙ) para lo que presumiblemente era un alófono retraído de /k/ antes de las vocales posteriores. Como se dijo antes, también tenía un sistema poco común para marcar sus sonidos [e], con un letra tipo Β () para /e/ y para /ɛː/ (en alfabeto clásico Ε y Η, respectivamente) y la Ε solo para una  /eː/ cerrada larga (clásico ΕΙ) Para la consonante Β, a su vez, Corinto usó la forma especial . La letra Ι  parecía una Σ (, ).
| | ]..........ΤΑΣ:ΧΑ.[ ]....ΚΕΑΣ:ΑΝΓΑΡΙΟΣ[ ]...ΑΥϜΙΟΣ:ΣΟΚΛΕΣ:[ ].ΤΙΔΑΣ:ΑΜΥΝΤΑΣ[ ]ΤΟΙ ΜΑΛΕϘΟ:ΚΑΙ.[ |
| Fragmento de cerámica con nombres inscritos en corintio arcaico, c. 700 a. C. A la derecha figura la que sería su transcripción moderna como comparación. |                                                                                                |

## Tabla de resumen
La matriz que sigue resume las principales formas características de las escrituras griegas locales y se basa en los capítulos de cada dialecto según Jeffery (1961).
| Región  | Α | Β   | Γ | Δ | Ε | Ϝ | Ζ | Η | Η | Θ | Ι | Κ | Λ | Μ | Ν    | Ξ | Ο | Π | Ϻ | Ϙ | Ρ | Σ | Τ    | Υ    | Φ    | Χ | Ψ    | Ω |
| ------- | - | --- | - | - | - | - | - | - | - | - | - | - | - | - | ---- | - | - | - | - | - | - | - | ---- | ---- | ---- | - | ---- | - |
| Laconia |   |     |   |   |   |   |   | – |   |   |   |   |   |   |      |   |   |   | – |   |   |   |      |      |      |   | (φσ) | – |
| Arcadia |   |     |   |   |   |   |   | – |   |   |   |   |   |   |      |   |   | – |   |   |   |   |      |      |      | – |      |   |
| Acaya   |   |     |   |   |   |   |   | – |   |   |   |   |   |   |      |   |   |   |   |   | – |   |      |      | ?    | – |      |   |
| Ítaca   |   |     |   |   |   |   |   | – |   |   |   |   |   |   | (ψϻ) |   |   |   |   |   | – |   |      |      |      | – |      |   |
| Rodas   |   |     |   |   |   | – |   |   |   |   |   |   |   |   | (χσ) |   |   | – |   |   |   |   |      |      | (?)  | – |      |   |
| Tesalia |   |     |   |   |   |   |   | – |   |   |   |   |   |   |      |   |   | – |   |   |   |   |      |      | (φσ) | – |      |   |
| Eubea   |   |     |   |   |   |   |   | – |   |   |   |   |   |   |      |   |   | – |   |   |   |   |      |      | (φσ) | – |      |   |
| Beocia  |   |     |   |   |   |   |   | – |   |   |   |   |   |   | (χσ) |   |   | – |   |   |   |   |      |      | (φσ) | – |      |   |
| Ática   |   |     |   |   |   |   |   | – |   |   |   |   |   |   | (χσ) |   |   | – |   |   |   |   |      |      | (φσ) | – |      |   |
| Egina   |   |     |   |   |   | – |   | – |   |   |   |   |   |   | (χσ) |   |   | – |   |   |   |   |      |      | (φσ) | – |      |   |
| Naxos   |   |     |   |   |   |   |   |   |   |   |   |   |   |   | (hσ) |   |   | – |   |   |   |   |      |      | (πσ) | – |      |   |
| Paros   |   |     |   |   |   | – |   |   |   |   |   |   |   |   | (χσ) |   |   | – |   |   |   |   |      |      | (φσ) |   |      |   |
| Delos   |   |     |   |   |   | – |   |   |   |   |   |   |   |   |      |   |   | – |   |   |   |   |      |      | (?)  |   |      |   |
| Jonia   |   |     |   |   |   | – |   |   | – |   |   |   |   |   |      |   |   | – |   |   |   |   |      |      |      |   |      |   |
| Cnido   |   | (?) |   |   |   | – |   |   |   |   |   |   |   |   |      |   |   | – | – |   |   |   |      |      | (?)  |   |      |   |
| Mégara  |   |     |   |   |   |   |   | – |   |   |   |   |   |   |      |   |   | – |   |   |   |   |      |      |      | – |      |   |
| Corinto |   |     |   |   |   |   |   | – |   |   |   |   |   |   |      |   |   |   |   |   | – |   |      |      |      | – |      |   |
| Sición  |   |     |   |   |   |   |   | – |   |   |   |   |   |   |      |   |   |   |   |   | – |   |      |      |      | – |      |   |
| Argos   |   |     |   |   |   |   |   | – |   |   |   |   |   |   |      |   |   |   |   |   |   |   |      |      |      | – |      |   |
| Tirinto |   |     |   |   |   |   |   |   |   |   |   |   |   |   |      |   |   |   |   |   | – |   |      |      |      | ? |      |   |
| Milo    |   |     |   |   |   | – |   |   |   |   |   |   |   |   | (κϻ) |   |   |   |   |   | – |   | (πh) | (κh) | (πϻ) |   |      |   |
| Creta   |   |     |   |   |   |   |   |   | – |   |   |   |   |   | (κϻ) |   |   |   |   |   | – |   | (πh) | (κh) | (πϻ) | – |      |   |
| Thera   |   |     |   |   |   | – |   |   |   |   |   |   |   |   | (κϻ) |   |   |   |   |   | – |   | (πh) | (κh) | (πϻ) | – |      |   |

## Otras lecturas
- Inscripciones griegas buscables, base de datos epigráfica, Instituto de Humanidades Packard

- Datos: Q2839562